# Kebri Dahar (woreda)
Pour la ville, voir Kebri Dahar.
Kebri Dahar (ou Kebridehar, en somali : Qabridahare) est un woreda de l'est de l'Éthiopie situé dans la zone Korahe de la région Somali. Ce district a 136 142 habitants en 2007 et porte le nom de sa plus grande ville, Kebri Dahar.
Une grande partie du district se détache récemment pour former les nouveaux woredas Bodaley, El-Ogaden, Goglo et Lasdhankayre ainsi qu'une partie de Marsin.

## Situation d'origine
Situé dans la zone Korahe, le woreda Kebri Dahar est anciennement bordé au sud par Debeweyin, à l'ouest par la zone Shabelle, au nord-ouest par Shekosh, au nord par la zone Jarar, à l'est par la zone Dollo, et au sud-est par Shilavo[réf. souhaitée].
L'altitude moyenne de ce woreda est de 706 mètres au-dessus du niveau de la mer. La seule rivière pérenne du Kebri Dahar est la Fafen. En 2008, Kebri Dahar n'a pas de route de gravier praticable par tous les temps ni de routes communautaires ; environ 25,8% de la population totale a accès à l'eau potable.

## Démographie
D'après le recensement de 2007 réalisé par l'Agence centrale des statistiques d'Éthiopie (CSA), ce woreda compte une population totale de 136 142 habitants, dont 77 685 hommes et 58 457 femmes. Alors que 29 241 ou 21,48% sont des citadins, 50 361 ou 36,99% sont des ruraux. 98,73% de la population se dit musulmane. Ce woreda est principalement habité par le clan Ogaden et quelques autres clans somaliens tels que Gaadsan, Majerteen et Hawiye et Marehan du peuple somalien.
Le recensement national de 1997 a fait état d'une population totale pour ce woreda de 105 565 habitants, dont 59 279 hommes et 46 286 femmes; 24 263 ou 22,98% de sa population sont des citadins. Le groupe ethnique le plus important sont les Somalis.

## Évolution
En 2022, la population est estimée à 200 228 habitants dans le périmètre de 2007.